# Los Angeles D-Fenders 2015-2016
La stagione 2015-16 dei Los Angeles D-Fenders fu la 9ª nella NBA D-League per la franchigia.
I Los Angeles D-Fenders arrivarono secondi nella Pacific Division con un record di 27-23. Nei play-off vinsero la semifinale di conference con i Reno Bighorns (2-1), la finale di conference con gli Austin Spurs (2-1), perdendo poi la finale NBA D-League con i Sioux Falls Skyforce (2-1).

## Roster
| N° | Naz.                   | Ruolo | Sportivo            | Anno | Alt. | Peso |
| -- | ---------------------- | ----- | ------------------- | ---- | ---- | ---- |
| 0  | Stati Uniti (bandiera) | G     | Vander Blue         | 1992 | 193  | 91   |
| 5  | Stati Uniti (bandiera) | G     | Michael Frazier     | 1994 | 193  | 91   |
| 7  | Stati Uniti (bandiera) | G     | Andre Ingram        | 1985 | 191  | 88   |
| 8  | Stati Uniti (bandiera) | G     | Manny Harris        | 1989 | 196  | 84   |
| 8  | Stati Uniti (bandiera) | G     | Speedy Smith        | 1993 | 191  | 82   |
| 9  | Stati Uniti (bandiera) | G     | Josh Magette        | 1989 | 185  | 73   |
| 10 | Stati Uniti (bandiera) | GA    | Justin Hawkins      | 1985 | 201  | 95   |
| 11 | Stati Uniti (bandiera) | G     | Jamal Branch        | 1992 | 191  | 77   |
| 11 | Stati Uniti (bandiera) | G     | Jabari Brown        | 1992 | 196  | 97   |
| 12 | Stati Uniti (bandiera) | G     | Jamaal Franklin     | 1991 | 196  | 87   |
| 14 | Stati Uniti (bandiera) | GA    | Anthony Brown       | 1992 | 201  | 96   |
| 15 | Stati Uniti (bandiera) | C     | Ryan Kelly          | 1991 | 211  | 103  |
| 17 | Stati Uniti (bandiera) | A     | Tarik Black         | 1991 | 206  | 113  |
| 18 | Stati Uniti (bandiera) | A     | D.J. Shumpert       | 1990 | 201  | 86   |
| 19 | Stati Uniti (bandiera) | GA    | Lazar Hayward       | 1986 | 198  | 102  |
| 21 | Stati Uniti (bandiera) | A     | Zach Andrews        | 1985 | 206  | 104  |
| 21 | Stati Uniti (bandiera) | C     | Michael Holyfield   | 1992 | 211  | 122  |
| 22 | Stati Uniti (bandiera) | AC    | Jeff Ayres          | 1987 | 206  | 113  |
| 22 | Stati Uniti (bandiera) | A     | Malcolm Thomas      | 1988 | 206  | 102  |
| 23 | Stati Uniti (bandiera) | A     | Justin Harper       | 1989 | 208  | 102  |
| 24 | Stati Uniti (bandiera) | C     | Robert Upshaw       | 1994 | 213  | 113  |
| 33 | Capo Verde (bandiera)  | A     | Ryan Gomes          | 1982 | 201  | 113  |
| 33 | Stati Uniti (bandiera) | AC    | Kentrell Gransberry | 1985 | 206  | 132  |

## Staff tecnico
- Allenatore: Casey Owens
- Vice-allenatori: Paul Woolpert, Jermaine Byrd, Will Scott, Brian Walsh
- Preparatore atletico: Nina Hsieh